# Молоді леви
Молоді леви (англ. The Young Lions) — роман американського письменника Ірвіна Шоу, написаний у 1948 році. Ірвін Шоу описує взаємозв'язані історії трьох молодих людей, що трапилися під час Другої світової війни: німецького солдата Крістіана Дістля, дискримінованого американського еврея Ноя Акермана та американки Майкла Уайтекра, ведучого богемного образу життя.
В основі роману леглі події, побачені та пережиті самим автором — Ірвін Шоу був учасником Другої світової в якості військового корреспондента.

## Походження назви
Шоу взяв назву з другого розділу  Книги пророка Наума 2:13: "Ось Я проти тебе, говорить Господь сил, і спалю її колісниці в диму, і меч пожере твоїх молодих левів; і знищу твою здобич із землі, і голос твого посланця вже не буде чути." Шоу вибрав цей уривок як сильний антивоєнний протест, щоб продемонструвати, що у війні ніхто не перемагає. І правда, жоден із його героїв у цьому романі — нацист, американський єврей, американський ліберал зі Східного узбережжя — нічого не отримує від жахливої бійні, у яку вони втягнуті.

## Тематика
В інтерв’ю 1953 року Шоу прокоментував: «Те, що я намагався зробити в «Молодих левах», — це показати світ у певний момент його історії, його добро і зло, і якомога більше людей, яких я міг натовпити в книгу, що бореться через неї. той світ, намагаючись знайти якусь причину, щоб намагатися залишитися в ньому живим». Він описав характер німецького солдата Крістіана: «Я хотів показати, як людина може почати бути порядною, розумною, доброзичливою, якою, мабуть, було багато людей у Німеччині, навіть у найвеличніші часи нацизму – і закінчити звірячим, майже позбавленим людства, майже мертві для інстинктів виживання, навіть як німці, нарешті, через віру в одну брехливу річ, яка поширюється і поширюється і врешті розбещує їх повністю».
Шоу сказав, що окрім трьох центральних фігур роману, він спочатку мав намір включити четвертого, нелюдського персонажа – кулю, яка діяла б як сполучна ланка між трьома іншими персонажами. У романі розповідатиметься про його походження від моменту видобутку свинцю з землі до її виробництва та її шляху до потрапляння в патронташ Вітакра та, нарешті, використаної для вбивства Дістла в кульмінаційному моменті роману. Але Шоу відмовився від цієї ідеї як «непотрібної та грандіозної».

## Критика
Журнал Kirkus Reviews похвалив роман, відметив його розмах, правдоподібність і блискучий стиль письма. Роман войшов у список бестселерів за версією Publishers Weekly за 1948 рік у США.
Джонатан Ярдлі у своїй замітці в 2009 році в The Washington Post назвав «Молодих львів» в якості одного з чотирьох найбільш епічних американських романів про війну, що з'явилися в післявоєнну епоху. Залишилися три, на думку критиків, це «Голі та мертві» Нормана Мейлера, 'Заколот на Кейні' Германа Воука і «Віднині та  навіки вічні»  Джеймса Рамона Джонса.
У 2009 році британська газета The Guardian включила роман до списку «1000 книг, які повинні бути прочесті кожному».

## Екранізація
У 1958 році роман був екранізований Едвардом Дмитриком. У головних ролях зіграли Марлон Брандо, Монтгомері Кліфт та Дін Мартін. Фільм отримав три номінації на премію «Оскар», а також номінований на деякі інші престижні премії, однак сам Шоу екранізацією залишився незадоволеним у вигляді достатньо істотної відмінності сценарію фільму від оригіналу. Див. Молоді леви(фільм). 

## Сюжет
Крістіан Дістль — спочатку симпатичний австрієць, якого привернув нацизм через розпач щодо свого майбутнього, але готовий пожертвувати євреями, якщо це необхідно. Ной Акерман — американський єврей, який стикається з дискримінацією. Майкл Уайтекер — американський WASP, який бореться з неорієнтованістю.
Ці троє мають дуже різні війни: Дістль стає менш симпатичним, оскільки він охоче жертвує все більше й більше, щоб просто вижити; Акерман нарешті долає дискримінацію своїх товаришів по армії, але його майже знищує жах таборів; Уайтекер, досі без сенсу у своєму житті, переживає їх обох.

## В популярній культурі
У класичному фільмі Біллі Уайлдера 1950 року «Бульвар Сансет» головний герой, Гілліс, читає книгу "Молоді леви".
1. ↑  Bread upon the Waters Analysis - eNotes.com.